# 바냐 아저씨

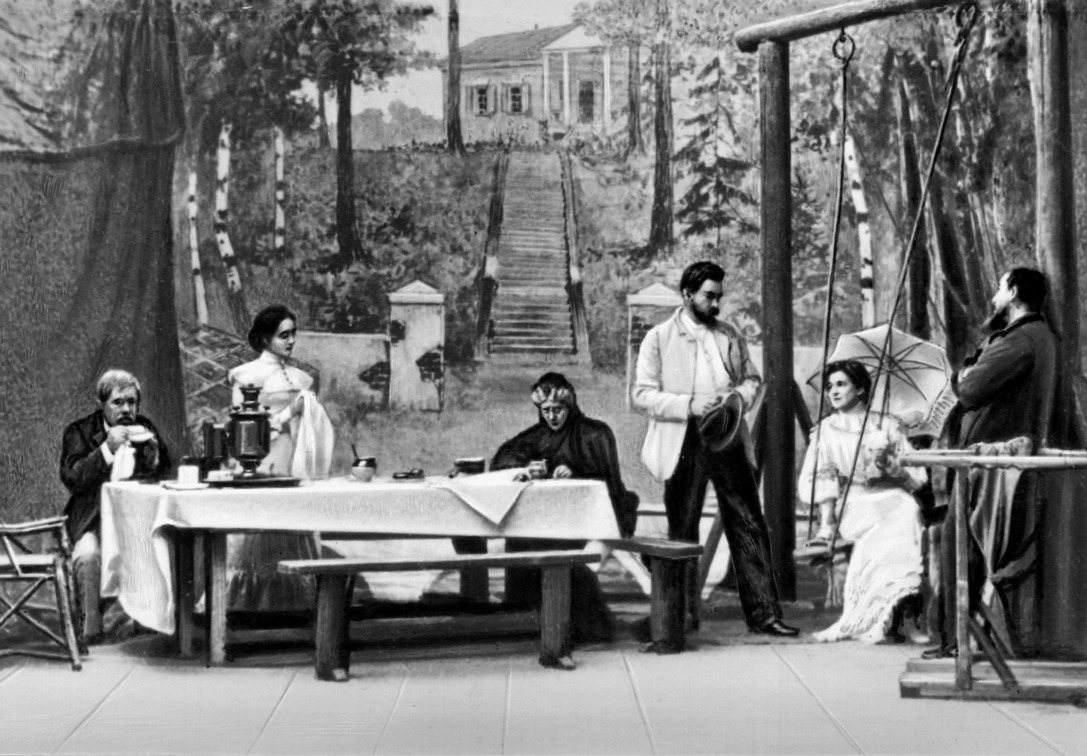

바냐 아저씨(러시아어: Дядя Ваня 댜댜 바냐[*])는 러시아의 극작가 안톤 체호프가 1899년에 출판한 희비극이다. 1900년에 콘스탄틴 스타니스라브스키 감독에 의해 초연되었다.

## 배경
바냐 아저씨는 안톤 체호프가 1889년에 집필한 자신의 작품, "숲속의 정령",을 각색한 것이다. 약 24명이 넘던 등장인물들을 9명까지 줄이고, 클라이막스 부분인 "숲속의 정령"이 자살하는 부분은 바냐 아저씨의 살인 미수로, 본래의 행복한 결말은 여운이 남는 결말로 각색했다. 도널드 레이필드, 리처드 길만, 그리고 에릭 벤트리와 같은 비평가들은 1890년대의 안톤 체호프의 이러한 독특한 극작법 변화를 도표화했다.
바냐 아저씨는 1899년에 출판되었지만, 사실 바냐 아저씨가 언제 정확히 집필되었는지, 그리고 언제 수정되었는지는 지금까지 확실히 알려진 바가 없다. 한편, 도널드 레이필드는 최근 학계에 안톤 체호프가 1891년 러시아 동부의 섬, 사할린을 여행하는 동안 "숲속의 정령"을 각색하였다고 주장했다.

## 등장 인물
- 알렉산드르 프라디미로피치 세레브랴코프 - 은퇴한 대학 교수
- 엘레나 안드레예프나 세레브랴코바 - 은퇴한 교수의 아름답고, 어린 두 번째 아내(27살).
- 쏘피아 알렉산드로프나 세레브랴코바 ("쏘냐") - 은퇴한 교수의 똑똑한 딸 (첫 번째 부인의 딸).
- 마리아 바실예프나 보이니트스카야 - 은퇴한 교수의 첫 번째 아내의 어머니.
- 이반 페트로비치 보이니트스키("바냐 아저씨") - 마리아의 아들 이자 쏘냐의 백부 (주인공)
- 미하일 르보비치 아스트로프 - 시골 의사이자 철학자
- 일리야 일리치 텔레진 ("와플") - 곤궁한 땅 주인
- 마리나 - 늙은 유모
- 일꾼

## 개요
- 1막

세레브랴코프家의 정원. 아스트로프는 늙은 유모 마리나에게 시골 의사로서의 삶이 얼마나 지루한지와 세월의 무상함을 이야기한다. 이때, 막 낮잠에서 깨어난 바냐가 하품하며 등장한다. 바냐는 은퇴한 교수와 엘레나 때문에 자신이 얼마나 혼란스러운지에 대해 불만을 늘어놓는다. 그들이 이야기하고 있을 때, 세레브랴코프, 엘레나, 쏘냐, 그리고 텔레진이 산책에서 돌아온다. 바냐는 교수에게 그의 허풍과 거만한 태도를 비난하며, "많이 배운 말라 비틀어진 고등어"라고 조롱한다. 세레브랴코프를 존경하는 바냐의 어머니, 마리아 바실예프나는 아들의 경멸적인 발언을 꾸짖으며 엘레나의 아름다움을 칭찬한다. 아스트로프는 환자 진료를 위해 자리를 뜨기 전 나무를 보호해야 한다며 연설한다. 자신에게 사랑을 고백하는 바냐에게 엘레나가 크게 화를 내며 1막이 끝난다.
- 2막

(며칠 후) 늦은밤 세레브랴코프의 응접실. 세레브랴코프가 침실로 들어서며, 나이가 들어 온 몸이 성한 곳이 없다며 불만을 터트린다. 쏘냐가 부른 의사(아스트로프)가 도착하지만, 세레브랴코프는 진료를 거절한다. 세레브랴코프가 잠든 밤, 엘레나와 바냐가 이야기를 시작한다. 엘레나는 집안의 불화를 이야기하고, 바냐는 망가진 희망에 대해서 이야기한다. 바냐는 자신이 유년시절을 엉망으로 보냈으며, 자신의 황폐한 삶은 엘레나에 대한 대답없는 사랑과 관련이 있다고 이야기한다. 엘레나는 더 이상의 대화를 거부한다. 홀로 남게 된 바냐는 왜 엘레나를 처음 만났을 때 그녀를 사랑하지 않았을까, 그때 사랑했었더라면 엘레나와 결혼도 하고 행복할 수 있었을텐데 하고 중얼거린다. 한때, 바냐는 세레브랴코프가 정말 위대한 사람이라고 믿었으나 그러한 믿음이 사라진 지금 그의 삶은 공허했다. 바냐가 과거를 회상하며 괴로워하고 있을 때 아스트로프가 등장한다. 아스트로프와 바냐는 술에 취해 이야기를 나눈다. 쏘냐는 술에 취한 바냐에게 삶을 무의미하게 보내지 말라고 잔소리 한다.
밖은 폭풍전야. 아스트로프는 쏘냐와 질식해 버릴것 같은 집안 분위기에 대해서 이야기 한다. 아스트로프는, 세레브랴코프가 괴팍하고, 바냐는 하이포콘드리아환자이며, 엘레나는 매력적이지만 게으르다고 말한다. 그는 누군가를 사랑해본지 너무 오래되었다며 비탄에 잠긴다. 쏘냐는 그런 아스트로프에게 그가 얼마나 매력적인지에 대하여 이야기하며 제발 그의 삶을 이렇게 망가뜨리지 말것을 부탁한다. 쏘냐는 아스트로프에게 사랑을 이야기하지만, 아스트로프는 눈치채지 못한다.
아스트로프가 떠난후, 엘레나가 등장하며 분위기를 평화롭게 전환시킨다. 과거의 감정들을 해결하고자, 엘레나는 쏘냐에게 자신이 얼마나 세레브랴코프를 사랑했었는지 그러나 지금 현재는 얼마나 불행한지 고백하고, 쏘냐는 아스트로프에 대한 자신의 감정을 털어놓는다. 기분이 좋아진 쏘냐는 세레프랴코프에게 피아노를 연주해도 되는지 허락을 받으러 간다. 세레프랴코프에게 부정적인 대답을 들은 쏘냐는 다시 우울해진다.
- 3막

바냐, 쏘냐, 그리고 엘레나는 세레브랴코프의 부름을 받고, 응접실에 앉아 있다. 바냐는 엘레나를 물의 정령이라고 부르며, 세레브랴코프와 이혼하고 자신에게 올 것을 종용한다. 쏘냐는 자신은 6년동안 아스트로프를 사랑해 왔지만, 그는 자신에게 관심이 없는 것 같다며, 아마도 그 이유는 자신이 아름답지 않기 때문인 것 같다고 엘레나에게 하소연한다. 엘레나는 아스트로프의 마음을 알아봐 주겠다며 쏘냐를 다독인다. 쏘냐는 엘레나의 말에 기분이 좋아졌지만, 한편으론 차라리 아스트로프의 마음을 확인하지 않는편이 나을지도 모른다고 중얼거린다.
엘레나는 아스트로프에게 쏘냐를 어떻게 생각하는지 묻는다. 아스트로프가 자신은 쏘냐에게 아무 감정이 없다고 말하자, 엘레나는 아스트로프를 종용하여 자신에게 사랑을 고백하도록 한다. 아스트로프와 엘레나는 포옹하며 키스를 한다. 이때, 바냐가 등장한다. 이러한 엘레나의 행동에 분노한 바냐에게 엘레나는 용서를 구한다.
세레브랴코프가 가족 모임을 소집한 이유에 대해 말하기 전에, 엘레나는 쏘냐에게 아스트로프는 쏘냐를 사랑하고 있지 않다고 알려준다. 세레브랴코프는 부동산을 처분해 가족이 겪고 있는 경제적인 문제를 해결한 후, 엘레나와 자신은 핀란드에 빌라를 하나 구입해 떠나겠다고 말한다. 바냐는 자신과, 쏘냐, 그리고 자신의 어머니는 어디에 살라는 것이냐며 따진다. 화가 난 바냐는 급기야 교수에게 자신이 교수의 빚을 갚기위해 얼마나 노력했는지, 소냐 소유의 부동산을 왜 멋대로 처리하려 드는지, 제 2의 쇼펜하우어나 제 2의 도스토옙스키가 될 수있었던 교수가 왜 실패했는지 비난하기 시작했다. 자포자기한 바냐는 어머니를 붙잡고 울기 시작한다. 그러나 바냐의 어머니는 아들을 다독이는 대신 교수의 말을 귀담아 들으라며 꾸짖고, 교수는 바냐에게 모욕을 준다. 엘레나는 교수에게 어디든 멀리 데려가 달라고 부탁하고, 쏘냐는 바냐를 대신해 교수에게 잘못을 빈다. 세레브랴코프는 밖으로 나가버린 바냐를 쫓아가고, 곧 무대 뒤에서 총성이 울린다. 세레브랴코프가 무대 위로 다시 등장하고, 그 뒤를 바냐가 한 손에는 총을 들고 쫓아온다. 바냐는 교수를 향해 다시 한번 방아쇠를 당기지만 불발로 끝나자 중심을 잃고 의자에 주저앉는다.
- 4막

(몇 시간후) 마리나와 테레진이 세레브랴코프와 엘레나가 마을 떠나기로 결정한 일에 대해 이야기 하고 있다. 이때, 바냐와 아스트로프가 등장한다. 아스트로프는 자신과 바냐만이 이 마을에서 정상적인 문명인이었다고 말하며, 10년동안의 편협한 삶이 자신과 바냐를 저속하게 만들었다며 불평한다. 바냐는 자살하기 위해 아스트로프의 병원에서 수면제가 들어있는 약병을 훔친다. 쏘냐와 아스트로프는 바냐에게 수면제를 돌려달라고 부탁한다.
엘레나와 세레브랴코프는 마을 사람들에게 작별을 고한다. 아스트로프는 아무도 없는 곳으로 엘레나를 끌고가 포옹하며 자신을 잊지 말라며 자신이 아끼는 펜을 선물로 준다. 세레브랴코와 바냐는 다시 전처럼 잘 지내자며 화해의 악수를 한다.
엘레나와 세레브랴코프가 떠난후, 쏘냐와 바냐는 지불해야 할 영수증을 챙기고, 마리아는 팜플릿을 읽고 있고, 마리나는 뜨개질을 하고 있다. 바냐는 마음이 너무 아프다고 하소연하고, 쏘냐는 삶, 일, 그리고 저승에서 받을 보답에 대해서 이야기한다. " 우리가 이승에서 받은 고통을 천사들이 보답해 줄꺼야. 평화롭고, 부드럽고, 달콤한 포옹과 함께... 이승에서는 맛보지 못한 행복......